# Stefan Dähnert

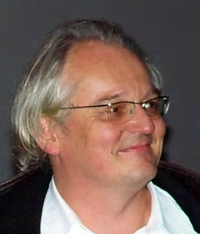
Stefan Dähnert bei der Premiere des Tatorts Bluthochzeit beim Filmfest Hamburg 2009

Stefan Dähnert (* 30. Mai 1961 in Bonn) ist ein deutscher Drehbuch- und Bühnenautor und Regisseur.

## Leben
Stefan Dähnert wuchs in Cochem auf und ist ein Sohn des Berufsoffiziers Fritz Dähnert, der viele Jahre im  Jagdbombergeschwader 33 stationiert war und dessen Ehefrau Barbara Dähnert. Er selbst verweigerte den Wehrdienst. In seinen eigenen Stücken verarbeitete er unter anderem Erfahrungen während seines Zivildienstes an Alten. Im Zeitraum von 1981 bis 1984 studierte Dähnert Theaterwissenschaften, Kunstgeschichte und Philosophie in Wien und Berlin. Von 1985 bis 1987 war er Regieassistent am Schauspielhaus Köln und am Deutschen Theater Berlin.
Dähnert inszenierte an weiteren renommierten Bühnen wie dem Thalia-Theater in Hamburg, wo er auch Hausautor war, und war Bühnenbildassistent für Inszenierungen von Regisseuren wie Peter Palitzsch oder Ina Korff.
1985 wurde der Autor für sein erstes Theaterstück Erbe um Erbe mit dem Gerhart-Hauptmann-Preis ausgezeichnet. Es handelt vom Überlebenskampf zweier Greisinnen, die sich im Altenpflegeheim gegenseitig als Alleinerben einsetzen. 1986 wurde Herbstball uraufgeführt, laut Spiegel das erste Theaterstück, das von der Bundeswehr handelt. 1988 erhielt Dähnert den Staatspreis für Literatur des Landes Rheinland-Pfalz.
Seit 1988 arbeitet Stefan Dähnert als freier Autor und Regisseur und ist seitdem vermehrt für Film und Fernsehen tätig. Für diese Arbeiten erhielt er weitere Auszeichnungen, unter anderem 1990 einen Förderpreis beim Filmfestival Max Ophüls Preis für den Film Engrazia, für den er das Buch schrieb und Regie führte, und 1999 den Baden-Württembergischen Drehbuchpreis für Was tun, wenn’s brennt? Sein erstes Tatort-Drehbuch Tod im Häcksler, das er gemeinsam mit Nico Hofmann verfasst hatte, wurde 1991 verfilmt. Es folgten weitere Drehbücher für Fernsehfilme, darunter Erlkönig, in dem ein Aufsehen erregender, vom Testfahrer eines Autoherstellers verursachter tödlicher Autobahnunfall thematisiert wird. Für den Südwestrundfunk entwickelte Dähnert die Figur der Konstanzer Tatort-Kommissarin Klara Blum, dargestellt von Eva Mattes. Der SWR-Fernsehfilm Das geteilte Glück nach Dähnerts Buch gewann 2010 den Fernsehbiber bei den Biberacher Filmfestspielen.
Dähnert wurde nach vielen Jahren als Dozent im Fach Drehbuch an der Filmakademie Baden-Württemberg 2013 zum Honorarprofessor ernannt. Er ist Mitglied der Deutschen Filmakademie.

## Filmografie (Auswahl)
wenn nicht anders angegeben „Buch“
- 1991: Engrazia (Buch und Regie)
- ab 1991: Tatort (Fernsehreihe)
  - 1991:  Tod im Häcksler
  - 2002:  Schlaraffenland
  - 2009:  Das Gespenst
  - 2010:  Bluthochzeit
  - 2012:  Wegwerfmädchen
  - 2012:  Das goldene Band
  - 2013:  Letzte Tage
  - 2015:  Château Mort
  - 2015:  Roomservice
  - 2019:  Das verschwundene Kind
  - 2019:  Die Pfalz von oben
  - 2022:  Das Verhör
  - 2023:  Lenas Tante
  - 2023:  Geisterfahrt
- 1993: Das letzte Siegel (Buch und Regie)
- 2001: Was tun, wenn’s brennt?
- 2006: Erlkönig
- 2010: Das geteilte Glück
- 2013: Charlotte Link – Das andere Kind
- 2014: Die Fahnderin
- 2014: Das Ende der Geduld
- 2016: Gotthard
- 2017: Kommissarin Lucas – Löwenherz
- 2017: Zwischen Himmel und Hölle
- 2019: Kommissarin Lucas – Polly
- 2020: Polizeiruf 110: Totes Rennen
- 2020: Kommissarin Lucas – Die Unsichtbaren
- 2020: Charité, Staffel 3

## Werke
- Herbstball (Schauspiel), Stefan Dähnert (Verfasser): Frankfurt am Main, Verlag der Autoren 1986, 88 S., ISBN 978-3-88661-077-8